# ریک و مورتی
ریک و مورتی (به انگلیسی: Rick and Morty)، یک مجموعه تلویزیونی کمدی موقعیت انیمیشنی ویژه ردهٔ سنی بزرگسالان آمریکایی است که توسط جاستین رویلند و دن هارمون برای شبکه ادالت سویم تهیه شده است. داستان این سریال حول محور ریک، یک دانشمند دیوانه و تابوشکن است که رفتار او به ظاهر جامعه ستیزانه است و مورتی اسمیت نوهٔ پریشان احوال و منزوی او که وقت خود را میان خانواده و ماجراجویی‌های علمی پدربزرگش تقسیم کرده، می‌گذرد.
این سریال، ایده اصلی خود را از سریالی کوتاه به نام  the Real Animated Adventure of rick and mortyساخته جاستین رویلند گرفته که براساس فیلم بازگشت به آینده برای جشنواره فیلم کانال ۱۰۱ ساخته شده بود. بعد از این که شبکه ادالت سویم، برای ایدهٔ سریالی جدید به دن هارمون مراجعه کرد، او و جاستین رویلند شروع به ساخت سریالی جدید بر اساس آن دو شخصیت، یعنی ریک و مورتی کردند.. این مجموعه برای اولین بار در ۲ دسامبر ۲۰۱۳ بر روی آنتن رفت که تحسین منتقدان را به دنبال داشت. در ژانویه ۲۰۱۴، سریال برای فصل دوم نیز تمدید شد که در ۲۶ ژوئیه ۲۰۱۵ بر روی آنتن رفت. در ماه اوت ۲۰۱۵، شبکه ادالت سویم سریال را برای فصل سوم در ۱۴ قسمت تمدید کرد که اول آوریل سال ۲۰۱۷ قسمت اول فصل سومش بر روی آنتن‌ها رفت و قسمت دومش ۳۰ ژوئیه سال ۲۰۱۷ بر روی آنتن‌ها رفت. قسمت اول فصل چهارم در ۱۰ نوامبر ۲۰۱۹ انتشار یافت و قسمت دهم در ۳۱ می ۲۰۲۰ پخش شد. فصل پنجم این مجموعه در ۵ سپتامبر به پایان رسید.
قسمت اول فصل ششم این مجموعه ۴ سپتامبر ۲۰۲۲ به روی آنتن رفت و قسمت آخر فصل ششم ۱۱ دسامبر ۲۰۲۲ به روی آنتن رفت. قسمت اول فصل هفتم این مجموعه ۱۵ اکتبر ۲۰۲۳ به روی آنتن رفت و قسمت آخر این مجموعه ۱۷ دسامبر ۲۰۲۳ به روی آنتن رفت.

## داستان
ریک سانچز، دانشمند نابغهٔ الکلی است که به‌تازگی در خانهٔ دخترش، بِث که یک دامپزشک و جراح قلب اسب است، زندگی می‌کند. او اوقاتش را حول کار بر روی پروژه‌های محرمانهٔ علمی بی‌شمارش و ماجراجویی‌های خطرناک در کهکشان‌ها به‌اتفاق نوهٔ نوجوانش، مورتی (و گه‌گاهی همراه با سامر، نوهٔ بزرگترش) می‌گذراند. درآمیختن این اتفاقات با کشمکش‌های خانوادگی، باعث پریشانی و اضطراب بیشتر مورتی در مدرسه و خانه شده است. به غیر از قسمت آزمایشی، تمام دیگر قسمت‌ها با یک صحنه پس از تیتراژ آخر به پایان می‌رسند. ریک و مورتی را با توجه به محتوای خشن و سیاهش، می‌توان در زمرهٔ سریال‌های ژانر وحشت و کهکشانی نیز قرار داد.

## شخصیت‌ها
- ریک سانچز (با صداپیشگی ایان کاردونی) نابغهٔ دائم‌الخمر و دانشمند دیوانه، پدر بث، پدرزن جری و پدربزرگ مورتی و سامر است.
- مورتی اسمیت (با صداپیشگی هری بلدن) نوهٔ ۱۴ سالهٔ خوش‌قلب اما پریشان و مضطرب و مشنگ ریک سانچز است که مرتباً پایش به اتفاقات و ماجراجویی‌های ریک کشیده می‌شود.
- جاستین رویلند که صداپیشه و خالق ریک و مورتی بود پس از اتهامات جنسی که به وی وارد شد از ریک و مورتی اخراج شد. بعدها بی گناهی او ثابت شد ولی دیگر به این مجموعه برنگشت.
- بث اسمیت «قبل از ازدواج، بث سانچز» (با صداپیشگی سارا چالک) دختر ریک، همسر جری و مادر مورتی و سامر است. او جراح قلب اسبها و یک دامپزشک است.
- جری اسمیت (با صداپیشگی کریس پارنل) پدر سامر و مورتی، همسر بث و داماد ریک است که معمولاً با ماجراجویی‌های ریک با مورتی مخالف و از بابت تأثیر مخرب او بر مورتی نیز نگران است، همچنین او در تمام سریال با همسر خود بث مشکل دارد و مدام در حال جر و بحث هستند.
- سامر اسمیت (با صداپیشگی اسپنسر گرمر) خواهر ۱۷ سالهٔ بزرگتر مورتی، معمولاً دارای دل‌مشغولی‌های سطحی نوجوانانه و عقدهٔ به‌روزرسانی روزمره وضعیت‌اش در شبکه‌های اجتماعی مانند فیسبوک است. او به خاطر حضور کمترش در ماجراجویی‌ها نسبت به مورتی احساس حسادت می‌کند. در فصل دوم او بیشتر ریک و مورتی را در ماجراجویی‌هایشان همراهی می‌کند.

## فصل‌ها و قسمت‌ها
| فصل | قسمت‌ها | قسمت‌ها | تاریخ اصلی روی آنتن رفتن | تاریخ اصلی روی آنتن رفتن |
| فصل | قسمت‌ها | قسمت‌ها | اولین بار                | آخرین بار                |
| --- | ------ | ------ | ------------------------ | ------------------------ |
| ۱   | ۱۱     | ۱۱     | ۲ دسامبر ۲۰۱۳            | ۱۴ آوریل ۲۰۱۴            |
| ۲   | ۱۰     | ۱۰     | ۲۶ ژوئیه ۲۰۱۵            | ۴ اکتبر ۲۰۱۵             |
| ۳   | ۱۰     | ۱۰     | ۱ آوریل ۲۰۱۷             | ۱ اکتبر ۲۰۱۷             |
| ۴   | ۱۰     | ۱۰     | ۱۰ نوامبر ۲۰۱۹           | ۳۱ می ۲۰۲۰               |
| ۵   | ۱۰     | ۱۰     | ۱۴ ژوئن ۲۰۲۱             | ۵ سپتامبر ۲۰۲۱           |
| ۶   | ۱۰     | ۱۰     | ۴ سپتامبر ۲۰۲۲           | ۱۱ دسامبر ۲۰۲۲           |
| ۷   | ۱۰     | ۱۰     | ۱۵ اکتبر ۲۰۲۳            | ۱۷ دسامبر ۲۰۲۳           |

## کمیک‌ها
در رویداد نیویورک کامیک کان ۲۰۱۴، سردبیر Oni Press (ناشر کمیک)، جیمز لوکاس اعلام کرد که بر اساس ریک و مورتی، کمیکی اقتباس شده و در اوایل سال ۲۰۱۵ منتشر خواهد شد. در ۱ آوریل ۲۰۱۵، سری کمیک با اولین قسمتش با عنوان «بوم!» آغاز به انتشار کرد. سری کمیک‌ها توسط زک گورمن نوشته می‌شود و سی‌جی کنن مسئول قلم‌زنی آنهاست. تام فاولر نیز چندین شماره را در سال ۲۰۱۶ نوشته بود.